# Time (album Lionela Richiego)
Time – szósty album Lionela Richiego wydany w czerwcu 1998 roku.

## Lista utworów[1]
1. „Zoomin” – 4:23
2. „I Hear Your Voice” – 4:00
3. „Touch” – 5:08
4. „Forever” – 6:13
5. „Everytime” – 4:15
6. „Time” – 6:11
7. „To The Rhythm” – 5:14
8. „Stay” – 4:09
9. „The Way I Feel” – 3:07
10. „Closest Thing to Heaven” – 4:00
11. „Someday” – 4:23
12. „Lady” – 4:26